# Franco Cardini
Franco Cardini (Florencia, 5 de agosto de 1940) es un historiador y ensayista italiano, especializado en el estudio de la Edad Media. Se licenció en Letras en 1966 por la Universidad de Florencia. Militó de joven en el Movimento Sociale Italiano. En 2003 condenó la Guerra de Irak y participó en masivas manifestaciones en su contra.
Catedrático de Historia Medieval en la Universidad de Florencia. Ha enseñado también en la Universidad de Bari y en numerosas ciudades europeas (París, Göttingen, Viena, Madrid, Barcelona), americanas (Boston, Burlington, Sao Paulo) y asiáticas (Jerusalén, Damasco).

## Edición en español
- Cardini, Franco (2002). Nosotros y el Islam: historia de un malentendido. Editorial Crítica. ISBN 978-84-8432-312-9.

- — (2001). Los reyes magos. Ediciones Península. ISBN 978-84-8307-404-6.

- — (1998). Las aventuras de un humilde cruzado. Grijalbo. ISBN 978-84-253-3226-5.

- — (1995). Europa año 1000: Las raíces de Occidente. Anaya, Grandes Obras. ISBN 978-84-8162-887-6.

- — (1994). Europa 1492: Retrato de un continente hace quinientos años. Anaya, Grandes Obras. ISBN 978-84-8162-984-2.

- — (1991). Europa 1492. Círculo de Lectores. ISBN 978-84-226-3728-8.

- — (1987). Barbarroja: vida, triunfos e ilusiones de un emperador medieval. Edicions 62. ISBN 978-84-297-2533-9.

- — (1984). Días sagrados. Editorial Argos Vergara. ISBN 978-84-7178-894-8.

- — (1982). Magia, brujería y superstición en el occidente medieval. Edicions 62. ISBN 978-84-297-1803-4.

- —. Magia, brujería y superstición en el occidente medieval. Ediciones Península. ISBN 978-84-8307-210-3.

- Cardini, Franco... [et al.] (1994). Universidades de Europa. Anaya, Grandes Obras. ISBN 978-84-8162-988-0.

- Cardini, Franco... [et al.] (1992). El mundo del siglo XV: arte y cultura. Anaya. ISBN 978-84-207-4581-7.
- López Alsina, Fernando; Benvenuti, Anna; Cardini, Franco (1999). El mundo de las peregrinaciones: Roma, Santiago, Jerusalén. Lunwerg. ISBN 978-84-7782-624-8.
- Franco Cardini, Sergio Valzania (2008). Las raíces perdidas de Europa: De Carlos V a los conflictos mundiales. Editorial Ariel. ISBN 9788434453906.